# Degerforsheden
Degerforsheden är ett naturreservat i Skellefteå kommun i Västerbottens län.
Området är naturskyddat sedan 1997 och är 135 hektar stort. Reservatet består av tallskog och våtmarker kring en tjärn.